# Keng
Keng è un villaggio del Botswana situato nel distretto Meridionale, sottodistretto di Ngwaketse West. Il villaggio, secondo il censimento del 2011, conta 992 abitanti.

## Località
Nel territorio del villaggio sono presenti le seguenti 20 località:
- Balwe,
- Basalagadi di 3 abitanti,
- Kgame di 16 abitanti,
- Lekolaphuti di 3 abitanti,
- Lekopa/Pampiri di 9 abitanti,
- Losabanyane/Kwau di 6 abitanti,
- Makhaneng di 1 abitante,
- Mamolejwane di 7 abitanti,
- Mboro di 5 abitanti,
- Mmamolejwane di 6 abitanti,
- Mokgachodi di 7 abitanti,
- Mosesane di 18 abitanti,
- Ntesa,
- Oke di 3 abitanti,
- Seokopi di 23 abitanti,
- Seokotsane di 19 abitanti,
- Theledi,
- Tsanyane,
- Tsatswe di 7 abitanti,
- Zerozero di 40 abitanti